# 吉本伊信
吉本伊信（よしもと いしん、1916年（大正5年）5月25日 - 1988年（昭和63年）8月1日）は、内観法（内観療法）の創始者。奈良県大和郡山市生まれ。奈良県立郡山園芸学校（現奈良県立郡山高等学校）卒。実業家出身で、浄土真宗木辺派の僧侶、刑務所の教誨師、篤志面接委員としても活躍した。

## 内観法とは
内観法は精神医学や心身医学に応用され、森田療法と並んで代表的な日本製の精神療法（心理療法）として知られる。なお、白隠の内観法と区別して吉本内観法と呼ばれることもある。
吉本の創始した内観法（単に内観とも）とは次のようなものをさす。
集中内観と日常内観の2つの段階に分けられる。
集中内観は研修所や病院などの静かな部屋に一週間こもり、外界とのやり取りを制限し、自分とかかわりの深い他者（特に母親が重視される）に対して自分がどうであったかを、次の三つの観点から調べるものである。
1. してもらったこと
2. して返したこと
3. 迷惑かけたこと

この3つの観点を「内観三項目」（内観三問）という。1時間から2時間に一度、内観者（クライエント）のもとに面接者（セラピスト）が訪れ、面接を行う。内観者はその時間に調べた内容を懺悔告白し、面接者はその内容を傾聴する。
自分の心を直接掘り下げるのでなく、他者をいわば鏡として外から自分を客観視する点が特徴。一週間の集中内観により、しばしば劇的な人生観、世界観の転換が起こり、心身の疾患が治癒することが多い。認知の枠組みが転換する点は認知療法と共通するものがある。
日常内観は集中内観で会得した反省の技術を生かし、日常生活の中で毎日、一定時間、内観三項目を通して自分を調べる。吉本はこれを非常に重視した。

## 内観法の前身・身調べ
内観の前身は、浄土真宗系の信仰集団、諦観庵（たいかんあん）に伝わる「身調べ」であった。なお一部に身調べが浄土真宗木辺派に伝わる修行法と紹介されているが、これは誤りである。また「隠れ念仏」「隠し念仏」とも誤解されるが、いずれとも無関係である。禅宗の修行法などという解説もあるが、論外である。
「身調べ」は断食・断眠・断水という極めて厳しい条件の下で自分の行為を振り返り、地獄行きの種が多いか、極楽行きの種が多いかを調べるというものだった。また、秘密色が強く、身調べの途中は親が来ても会わせないという閉鎖的なものだった。これにより、「宿善開発（しゅくぜんかいほつ）」または「信心獲得（しんじんぎゃくとく）」という一種の悟りのような体験をして、阿弥陀仏の救済を確信するというものだったという。吉本は1936年（昭和11年）から4度にわたる身調べを繰り返し、1937年（昭和12年）11月、宿善開発を達成する。

## 身調べから内観へ
1940年（昭和15年）ごろから吉本は師の駒谷諦信とともに身調べから秘密性、苦行性を除き、万人向けの修養法・内観に改革してゆく。1941年（昭和16年）には内観法の原型が完成する。（詳細は吉本伊信『内観への招待』朱鷺書房に詳しい）
最大の眼目は一週間の集中内観終了後の日常内観を重視するということである。まだ内観三項目は成立していなかった。当時の質問は「誰々に対する自分を調べてください。よいことを多くしましたか、悪い事を多くしましたか」というものだった。

## 内観法の普及
はじめ吉本は企業経営をしながら自宅で希望者に内観をさせていたが、1953年（昭和28年）、事業から引退し、大和郡山市に内観道場（のちの内観研修所）を設け内観指導に専念する。昭和30年代には教誨師となり、刑務所や少年院での内観普及に尽力し、1960年（昭和35年）ころには有力な矯正手法として全国各地の矯正施設で採用される。死刑囚ややくざの親分が改心するなど、大きな効果を上げ、マスメディアでも取り上げられた。その過程で、宗教色を払拭してゆく（矯正施設での宗教行為は憲法で禁止されている）。矯正界では内観が宗教に当たるのか当たらないのかで議論があったが、1960年（昭和35年）の法務省主催の全国刑務所所長会同で「内観は宗教に当たらない」という結論が出された。
また1965年（昭和40年）ごろから医学界に導入された。福島県須賀川市の開業精神科医・石田六郎、岡山大学精神神経科教授奥村二吉らが内観療法の先駆者である。心療内科の草分け、九州大学教授・池見酉次郎も関心を持った。心理学者では京都大学教授・佐藤幸治、信州大学教授・竹内硬、東京大学教授・村瀬孝雄、大阪大学教授・三木善彦らが注目した。また学校教育界や企業教育の世界にも広がった。
試行錯誤の末、内観三項目が成立したのは1967年（昭和42年）である。昭和40年代前半に現在「吉本原法」と呼ばれる内観のスタイルが完成する。1978年（昭和53年）には日本内観学会が設立されている。
その後、全国、さらには外国にも内観研修所が設けられるようになった。吉本自身は自らは創始者と呼ばれることを嫌い「わては内観のチンドン屋です」と講演などで話していた。
吉本は死の直前まで研修所で面接に当たり、1988年（昭和63年）8月1日、肺炎で死去する。遺体は奈良県立医科大学に献体された。

## 人柄
丸顔、ハゲ頭、牛乳瓶の底のような度の強い丸眼鏡。それだけでも漫画のようだが、大阪弁丸出しでしゃべくり、落語家はだしの講演をすると、聴衆は爆笑の渦に巻き込まれる。その多くがテープで現在に残されている。テレビやラジオにもよく出演した。しかし一方で弟子たちは「厳しかった」「怖かった」という。決して声を荒らげることはなかったが、ズバリとはっきり厳しいことをいう。中には6年間笑ったところを見たことがなかったという証言もある。こと、内観に関しては、特別に厳しいものを持っていた。
根本的なことは徹底的にこだわるかと思えば、枝葉のことは実に融通無碍。どケチかと思うと、ポンと数億円、老人ホームの建設のために寄付したりしている。

## 受賞歴
- 1960年（昭和35年） 紺綬褒章
- 1975年（昭和50年） 藍綬褒章
- 1988年（昭和63年） 勲五等瑞宝章

### 自伝
- 吉本伊信『内観法』（春秋社）

### 内観について
- 奥村・佐藤・山本編『内観療法』（医学書院）
- 吉本伊信「内観への招待」’朱鷺書房）
- Reynolds,D."Naikan Psychotherapy: Meditation for Self-Development" Univ. of Chicago Press
- Krech,G."Naikan: Gratitude,Grace,and the Japanese Art of Self-Rreflection" Stone Bridge Press,Berkeley,California
- 塩崎伊知朗『内観法はどのように変化したか』｢内観研究｣12巻1号　日本内観学会
- 笹野友寿 『内観療法　漂流する現代人への心の処方箋』2009年　作品社 ISBN 978-4-86182-245-2

### 人柄など
- 日本内観学会編『内観一筋・吉本伊信の生涯』（日本内観学会）
- 長島正博・長島美稚子『内観で自分に出会う』（春秋社）
- 塩崎伊知朗・竹元隆洋編「証言集・吉本伊信と内観法1」（日本図書刊行会）